# Cheramomyzon abyssale
Cheramomyzon abyssale is een eenoogkreeftjessoort uit de familie van de Asterocheridae. De wetenschappelijke naam van de soort is voor het eerst geldig gepubliceerd in 1989 door Humes.